# Excatedral del Buen Pastor (Ayr)

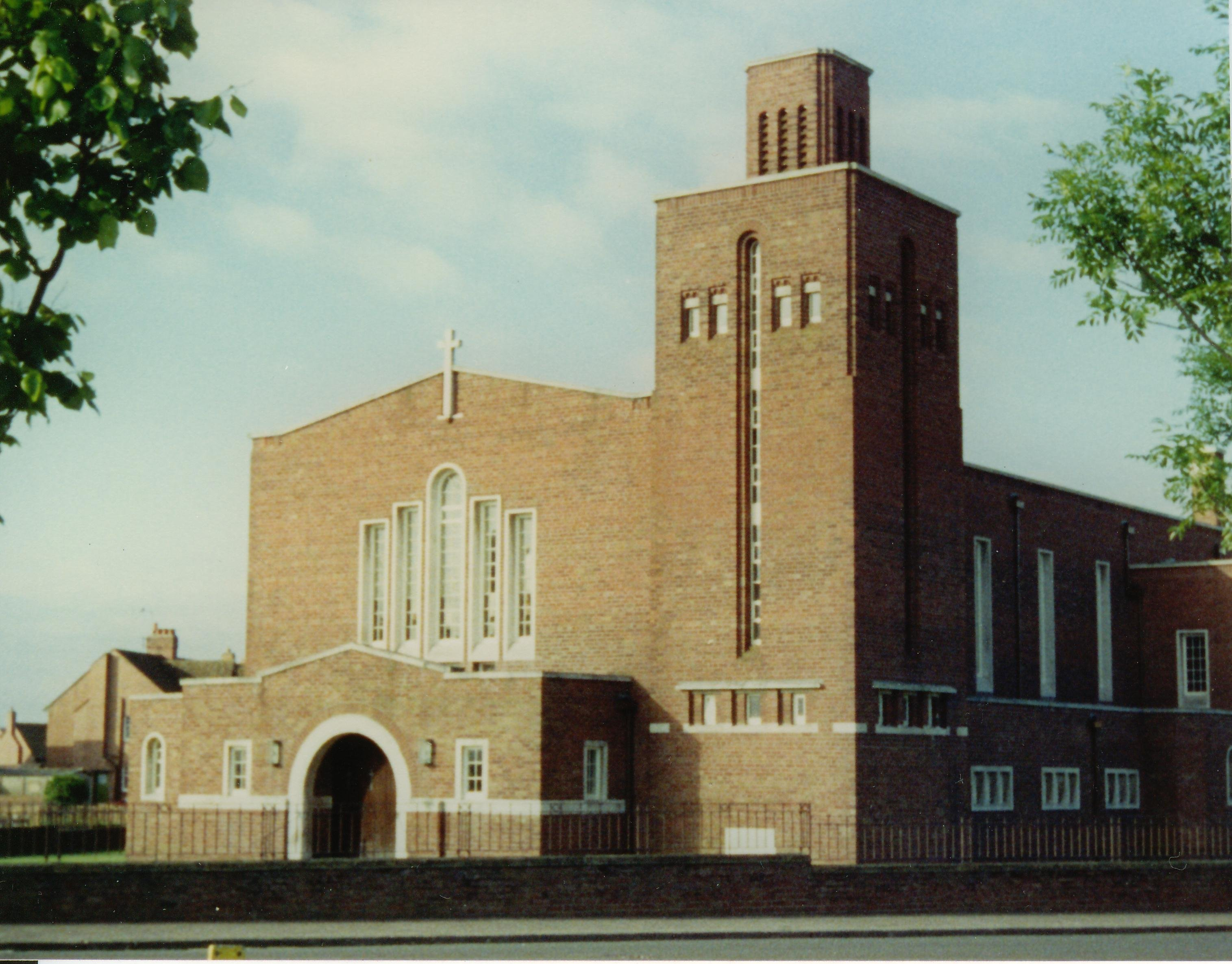
Antigua catedral del Buen Pastor de Ayr

La Catedral del Buen Pastor (en inglés Good Shepherd Cathedral) era una catedral de la Iglesia católica en Ayr, South Ayrshire (Escocia), cuyo nombre actual es Antigua Catedral del Buen Pastor (Good Shepard Former Cathedral). Originalmente fue la catedral de la Diócesis de Galloway, pero fue reemplazada por la Iglesia de Santa Margarita. La Iglesia del Buen Pastor fue abierta en 1957 para servir a las comunidades de las áreas de Whitletts, Dalmilling, Lochside y Braehead en Ayr; desempeñándose como iglesia parroquial por cuatro años, hasta que fue elevada al rango de catedral el 1961, después de que el fuego destruyera la Catedral de San Andrés, en Dumfries.
Sólo tres obispos tuvieron la catedral como sede episcopal: Joseph McGee, Maurice Taylor y John Cunningham; este último fue ordenado el 28 de mayo de 2004. La última misa fue realizada en la Catedral del Buen Pastor el domingo 20 de mayo de 2007 como consecuencia de la disminución de feligreses.